# 克拉姆-加拉斯宮

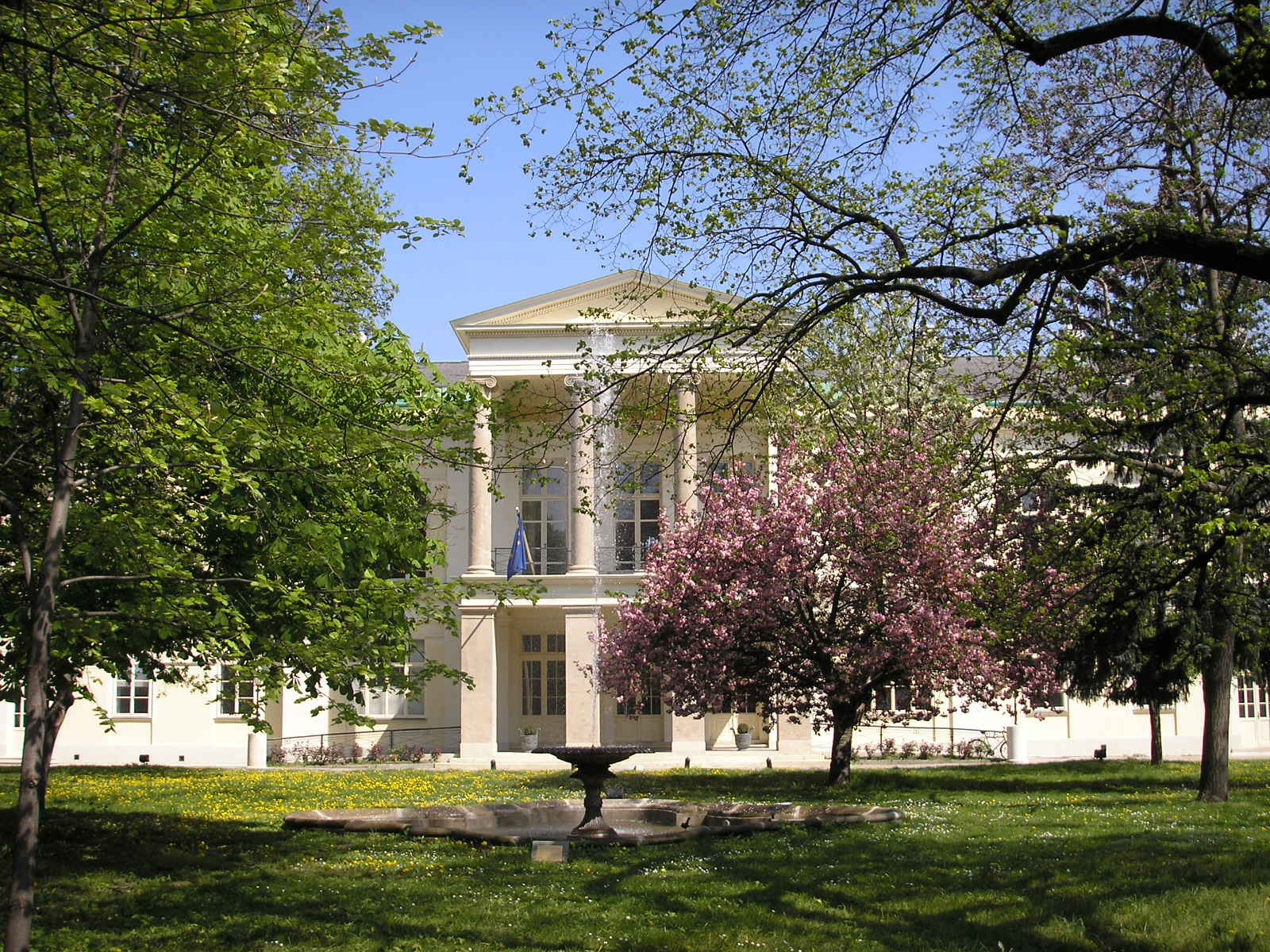
克拉姆-加拉斯宮

克拉姆-加拉斯宮是奧地利首都維也納的一座宮殿建築，外觀為新古典主義。這座建築修建於1834年至1835年，現在這裡是維也納法國研究所的所在地。二戰之後該建築曾被美軍使用。1952年，法國購買了這座建築。1980年開始，這座建築是維也納法國研究所的所在地。